# Конігово
Коні́гово (рос. Конигово, башк. Кониг) — присілок у складі Янаульського району Башкортостану, Росія. Входить до складу Шудецької сільської ради.
Населення — 142 особи (2010; 144 у 2002).
Національний склад:
- удмурти — 94 %